# Слежка (фильм, 2023)
«Слежка» — российский триллер, снятый режиссёром Владимиром Янковским в 2023 году. Премьера фильма в России состоялась 12 октября 2023 года.

## В ролях
- Кристина Корбут — Настя
- Тимур Сакун — Майкл
- Никита Алефёров — Антон
- Анатолий Голуб — Кулаго
- Дмитрий Пустильник — Серов
- Михаил Есьман — Руденя
- Анастасия Филлипова — Марина
- Евгения Жукович — хозяйка собаки
- Тася Орлова — Таня
- Вадим Гончаров — оперуполномоченный

## Сюжет
Четверо приятелей организовали тайный клуб. Они следят за случайными людьми, снимают их на мобильный телефон и выкладывают в сеть компроматы на незнакомцев. Однажды в их клубе появляется Настя. Она снимает роковое видео серийного маньяка, которое переворачивает жизнь всех героев.

## Производство
Идея создания принадлежит Владимиру Янковскому. В соавторстве с Александрой Борисовой в 2020 году был написан сценарий. Съёмки стартовали в 2021 году в Минске.
Выход фильма в кинопрокат состоялся 12 октября 2023 года.

## Награды и номинации
Фильм стал лауреатом международного кинофестиваля остросюжетного кино и хоррор-фильмов «Капля» в трёх номинациях и на фестивале Accolade Global Film Competition (США) был отмечен жюри в категории «Awards of excellence. Special mention».

## Критика
Дмитрий Бортников из RussoRosso сказал, что «цветокоррекция и общая концепция выстраивают из „Слежки“ что-то среднее между „Мертвыми дочерями“ и „Мантикорой“. Посредственная игра актёров и картинка фильма сталкиваются с неожиданными сюжетными ходами и попытками сделать фильм уровня выше, чем мы привыкли видеть в банальных триллерах, где сосуществуют маньяки, жертвы и охотники». Он раскритиковал диалоги и действия героев, которые, по его словам, выглядят «неестественно и топорно», а также «телевизионную картинку, которая подрывает все надежды на неплохой триллер, разгоняющийся только ближе к финалу».